# Sestin
Sestin, (occitanska: sestina), är en orimmad men välstrukturerad 39-radig vis- och diktform som består av sex strofer med sex rader i varje, följda av en treradig strof känd som antingen envoi eller tornada. Denna treradiga strof kan rikta sig direkt till en åhörare/läsare eller bara reflektera över diktens innehåll på ett sammanfattande vis. De ord som avslutar varje rad i den första strofen används som radslut i var och en av de följande stroferna, men varvade enligt ett bestämt mönster. Strof I har slutorden 1-2-3-4-5-6. Strof II: 6-1-5-2-4-3. Strof III: 3-6-4-1-2-5. Strof IV: 5-3-2-6-1-4. Strof V: 4-5-1-3-6-2. Strof VI: 2-4-6-5-3-1. I den avslutande tornadan återkommer alla slutord också enligt ett bestämt mönster. Rad I: 2 och 5. Rad II: 4 och 3. Rad III: 6 och 1. Det första ordet i tornadans rader kan förekomma varsomhelst, medan det andra ska avsluta raden. Raderna har för övrigt ingen bestämd rytm genom särskilda versfötter och inte heller någon bestämd längd. Sestinen betraktas ändå, trots sin relativa enkelhet, som ett exempel på en komplex bunden versform. Formens uppkomst brukar tillskrivas Arnaut Danièl, en occitansk trubadur i 1100-talets Provence. Den renodlades av andra sångare och av andra poeter på kontinenten under de följande seklerna. Dante Alighieri och Francesco Petrarca är två exempel ur den tidiga italienska litteraturen, Ezra Pound och John Ashbery två andra ur den moderna amerikanska. På 1900-talet skrev den katalanske poeten Joan Brossa fyra hela böcker med sestiner.